# ۷۲ مارافسای
۷۲ مارافسای یک ستاره است که در صورت فلکی مارافسای قرار دارد.